# Rugby Samoa
Rugby Samoa (RS; samoanisch Lakapi Samoa) ist der nationale Sportverband für Rugby Union und Siebener-Rugby in Samoa. Der im Jahr 1924 gegründete Verband hat seinen Sitz in Apia. Seit 1988 vertritt er Samoa beim Weltverband World Rugby und seit 2000 beim Kontinentalverband Oceania Rugby.

## Aufgabe
Rugby Samoa stellt die Samoa vertretenden Nationalmannschaften, einschließlich der für die Männer (Manu Samoa), Frauen (Manusina Samoa) und Jugend, zusammen. Samoa A bildet die zweite Mannschaft und nimmt an der World Rugby Pacific Challenge teil. Daneben organisiert der Verband das Kinder- und Jugend-Rugby in Samoa. Kinder und Jugendliche werden bereits in der Schule an den Rugbysport herangeführt und je nach Interesse und Talent beginnt dann die Ausbildung. Wie andere Rugbynationen verfügt Samoa über eine U-20-Nationalmannschaft, die an den entsprechenden Weltmeisterschaften teilnimmt. Ebenso ist Rugby Samoa verantwortlich für die samoanische Siebener-Rugby-Nationalmannschaft und da Siebener-Rugby eine olympische Sportart ist, arbeitet es hier mit dem Samoa Association of Sports and National Olympic Committee zusammen. Rugby Union gilt in Samoa als Nationalsport und der Inselstaat ist eines der wenigen Länder, in denen Rugby Union die beliebteste Sportart ist. Nur in den Cookinseln, Fidschi, Neuseeland, Tonga und Wales ist dieser Sport ähnlich beliebt.
Im Rahmen der Pacific Islands Rugby Alliance organisierte der Verband ab 2004 sporadisch Spiele der Pacific Islanders, einer gemeinsamen Auswahlmannschaft der drei Pazifikstaaten Fidschi, Samoa und Tonga. 2009 kündete der samoanische Verband die Zusammenarbeit auf, da die Pacific Islanders die von den Mitgliedsverbänden erhofften finanziellen Vorteile nicht erbracht habe. Seit 2022 werden die Inseln im Stillen Ozean (faktisch die Cookinseln, Fidschi, Samoa und Tonga) in der internationalen Meisterschaft Super Rugby von der professionellen Mannschaft Moana Pasifika vertreten, die bei dem Turnier auf Mannschaften aus Australien, Neuseeland und einer aus Fidschi trifft.
Der Verband organisiert auch den nationalen Spielbetrieb. Die höchste Rugby-Union-Liga des Landes ist die Samoa National Provincial Championship.

## Geschichte
Rugby Samoa wurde 1924 unter dem Namen Apia Rugby Football Union (der späteren Western Samoa Rugby Football Union und der heutigen Rugby Samoa) gegründet und 1988 Vollmitglied des International Rugby Football Board (IRFB; heute World Rugby). Rugby Samoa war außerdem im Jahr 2000 Gründungsmitglied des Kontinentalverbandes Federation of Oceania Rugby Unions (FORU; heute Oceania Rugby).

### Finanzprobleme
Im November 2017 gab Samoas Premierminister und Verbandsvorsitzender Tuilaepa Lupesoliai Sailele Malielegaoi bekannt, dass die Organisation bankrott sei. Der Verband World Rugby dementierte.

## Logo
Das Logo von Rugby Samoa zeigt das Wappen Samoas mit dem Schriftzug Samoa Rugby Union darunter. Auf dem Emblem ist das Kreuz des Südens abgebildet, das Nationalsymbol Samoas.